# Municipio de Douglas (condado de Madison)
El municipio de Douglas (en inglés: Douglas Township) es un municipio ubicado en el condado de Madison en el estado estadounidense de Iowa. En el año 2010 tenía una población de 503 habitantes y una densidad poblacional de 5,81 personas por km².

## Geografía
El municipio de Douglas se encuentra ubicado en las coordenadas 41°22′31″N 94°4′22″O / 41.37528, -94.07278. Según la Oficina del Censo de los Estados Unidos, el municipio tiene una superficie total de 86.6 km², de la cual 86,6 km² corresponden a tierra firme y (0 %) 0 km² es agua.

## Demografía
Según el censo de 2010, había 503 personas residiendo en el municipio de Douglas. La densidad de población era de 5,81 hab./km². De los 503 habitantes, el municipio de Douglas estaba compuesto por el 98,61 % blancos, el 0,2 % eran asiáticos, el 0,2 % eran de otras razas y el 0,99 % eran de una mezcla de razas. Del total de la población el 0,8 % eran hispanos o latinos de cualquier raza.